# Massimo Ranieri

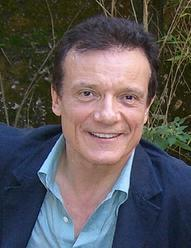
Massimo Ranieri (2007)

Massimo Ranieri (* 3. Mai 1951 in Neapel als Giovanni Calone) ist ein italienischer Sänger und Schauspieler. Seinen musikalischen Durchbruch hatte er Anfang der 1970er-Jahre; zwischenzeitlich verstärkt als Theaterschauspieler und als Sänger traditioneller neapolitanischer Lieder tätig, gelang ihm 1988 auch der Sieg beim Sanremo-Festival.

## Leben
Ranieri wuchs in bescheidenen Verhältnissen als viertes von acht Kindern auf. Bereits als Kind und Jugendlicher hatte er Auftritte in gehobenen Restaurants und zu anderen Anlässen unter dem Pseudonym Gianni Rock, bis er vom Cantautore Giovanni Polito entdeckt wurde. Schon 1966 ging er erstmals beim Wettbewerb Canzonissima ins Rennen. Im Folgejahr war er beim Cantagiro mit dem Lied Pietà per chi ti ama erfolgreich. Zusammen mit der Gruppe I Giganti trat er beim Sanremo-Festival 1968 mit Da bambino an, zusammen mit Orietta Berti 1969 mit Quando l’amore diventa poesia. Immer noch 1969 gewann er schließlich mit Rose rosse den Cantagiro, was Ranieris Durchbruch bedeutete.
Der Sänger trat nun auch als Schauspieler in Erscheinung, für seine Rolle im Film Metello von Mauro Bolognini (1970) gewann er einen David di Donatello. Bei Canzonissima erreichte Ranieri 1970 mit Se bruciasse la città einen zweiten Platz. In diesem Jahr veröffentlichte er auch sein Debütalbum Massimo Ranieri. 1971 gewann er mit Vent’anni Canzonissima und erreichte erstmals die Chartspitze. Im Anschluss vertrat er Italien beim Eurovision Song Contest 1971 in Dublin mit L’amore è un attimo und erreichte dort Platz fünf. Auf dem Album O surdato ’nnammurato von 1972 waren Liveaufnahmen von traditionellem neapolitanischen Liedgut enthalten. Trotz Militärdienstes konnte Ranieri in diesem Jahr erneut an Canzonissima teilnehmen und mit Erba di casa mia den Vorjahressieg wiederholen. Beim Eurovision Song Contest 1973 in Luxemburg ging er noch einmal mit Chi sarà con te ins Rennen, erreichte jedoch nur den 13. Platz. 1974 folgte das Livealbum Napolammore.
Nach weiteren Rollen als Schauspieler sang er 1976 Lieder für den Soundtrack der Musikkomödie Dal primo momento che ti ho visto ein, zusammen mit Loretta Goggi. In Napoli chi resta e chi parte von Raffaele Viviani debütierte Ranieri als Theaterschauspieler unter der Regie von Peppino Patroni Griffi, auch im Stück In memoria di una signora amica spielte er mit. Unterdessen präsentierte er im Fernsehen die Show Macchie e culore, aus der ein Livealbum hervorging. Nach zwei weiteren Filmrollen konzentrierte sich Ranieri fortan auf das Theater und spielte in Klassikern von Shakespeare, Molière oder Brecht. Mit Der gute Mensch von Sezuan unter der Regie von Giorgio Strehler ging er auch auf Europatournee. In den 80er-Jahren bot er unter der Regie von Maurizio Scaparro die Theatershow Varietà dar, bis er wieder ins Kino zurückkehrte, etwa mit Casta e pura oder La patata bollente. Er gab auch Konzerte, mit besonderem Augenmerk auf dem neapolitanischen Liedgut. Das Konzeptalbum La faccia del mare von 1978 behandelte die Odyssee und bildete die Grundlage für das Fernsehspecial Massimo Ranieri quasi un autoritratto. Mit Passa lu tiempo e lo munno s’avota veröffentlichte er 1981 erneut eine Zusammenstellung neapolitanischer Klassiker.
Erst 1988 kehrte Ranieri mit Perdere l’amore zum Sanremo-Festival zurück, wo er mit überwältigendem Erfolg gewann. Das Lied wurde auch sein zweiter Nummer-eins-Hit. Von 1988 bis 1991 war Ranieri in der Fernsehserie Il ricatto zu sehen. 1989 nahm er im Theaterstück Rinaldo in campo die ursprünglich von Domenico Modugno gespielte Hauptrolle auf und veröffentlichte das Album Un giorno bellissimo. Neben einer Reihe von Theaterrollen kehrte Ranieri 1992 nach Sanremo zurück und präsentierte das Lied Ti penso, ebenso 1995 mit La vestaglia und 1997 mit Ti parlerò d’amore. 1999 entdeckte er das Musical und trat in Hollywood, ritratto di un divo unter der Regie von Giuseppe Patroni Griffi und mit Musik von Gianni Togni auf. 2001 folgte das Musical Il grande campione über die Liebe zwischen Marcel Cerdan und Édith Piaf. Im selben Jahr moderierte er die Fernsehshow Citofonare Calone und nahm zusammen mit Mauro Pagani und Mauro Di Domenico ein neues Album mit neapolitanischen Liedern, Oggi o dimane, auf. Zwei Jahre später folgte im selben Team das Album Nun è acqua, 2005 als Abschluss der Trilogie Accussì grande. 

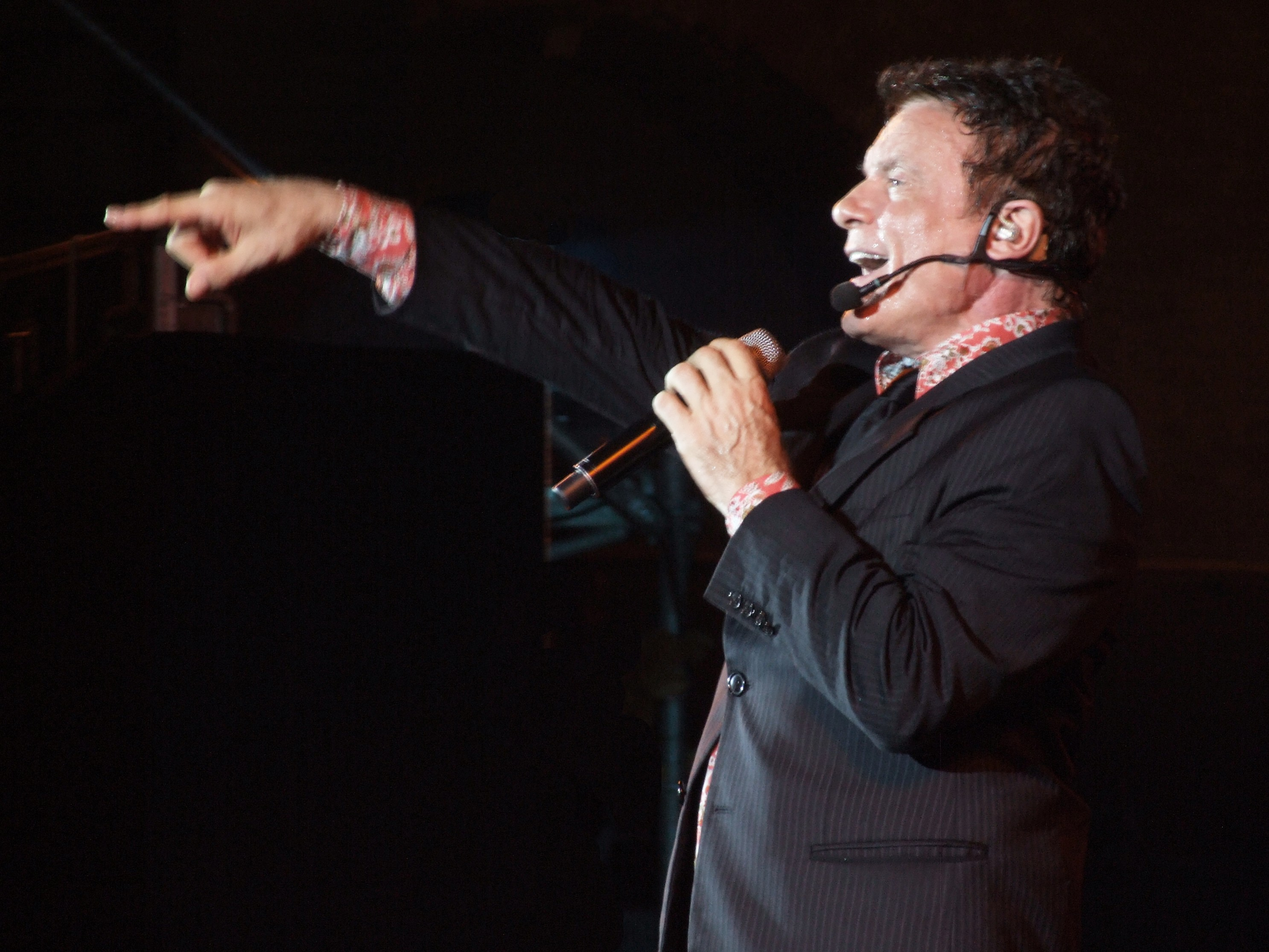
Auftritt 2009 in Taormina

Gleichzeitig trat Ranieri häufig in Fernsehrollen auf. 2007 erschien die Kompilation Canto perché non so nuotare… da 40 anni, dem auch ein gleichnamiges Theaterstück folgte. 2009 erhielt er vom italienischen Staatspräsidenten Giorgio Napolitano die Auszeichnung Premio “Vittorio de Sica” für seine Theatertätigkeit. In den 2010er-Jahren folgten weitere Rollen in Fernsehfilmen, außerdem moderierte er auf Rai 1 2014 und 2016 die eigene Musikshow Sogno e son desto. 2021 veröffentlichte Ranieri seine Autobiografie Tutti i sogni ancora in volo. Beim Sanremo-Festival 2022 belegte er mit Lettera di là del mare den achten Platz und wurde mit dem Kritikerpreis ausgezeichnet.

## Diskografie

### Studioalben
| Jahr | Titel Musiklabel Katalog-Nr.              | Höchstplatzierung, Gesamtwochen, AuszeichnungChartsChartplatzierungen (Jahr, Titel, Musiklabel Katalog-Nr., Platzierungen, Wochen, Auszeichnungen, Anmerkungen) | Anmerkungen                                       |
| Jahr | Titel Musiklabel Katalog-Nr.              | IT | Anmerkungen                                       |
| ---- | ----------------------------------------- | --- | ------------------------------------------------- |
| 1970 | Massimo Ranieri CGD FGS 5061              | IT17 (1 Wo.)IT | Erstveröffentlichung: Januar 1970                 |
| 1970 | Vent’anni… CGD FGS 5079                   | IT4 (13 Wo.)IT |                                                   |
| 1971 | Via del Conservatorio CGD FGL 5093        | IT10 (8 Wo.)IT |                                                   |
| 1972 | Erba di casa mia CGD 65411                | IT10 (12 Wo.)IT |                                                   |
| 1973 | Album di famiglia (1900–1960) CGD 69034   | IT24 (2 Wo.)IT |                                                   |
| 1988 | Perdere l’amore WEA 24 2312-1             | IT24 (2 Wo.)IT | Erstveröffentlichung: 10. Februar 1988            |
| 2001 | Oggi o dimane Sony 501998 2               | IT18 (17 Wo.)IT |                                                   |
| 2003 | Nun è acqua Sony 510539 2                 | IT33 (8 Wo.)IT | Erstveröffentlichung: 31. Januar 2003             |
| 2005 | Accussì grande Sony 520161 2              | IT12 (9 Wo.)IT | Erstveröffentlichung: 31. Januar 2005             |
| 2009 | Napoli… viaggio in Italia                 | IT94 (3 Wo.)IT | Erstveröffentlichung: 11. Dezember 2009           |
| 2013 | Senza ’na ragione Universal               | IT54 (1 Wo.)IT | Erstveröffentlichung: 3. Dezember 2013 Coveralbum |
| 2015 | Malia – Napoli 1950-1960                  | IT12 (10 Wo.)IT | Erstveröffentlichung: 9. Oktober 2015             |
| 2015 | Canzone napoletana – Piccola enciclopedia | IT30 (5 Wo.)IT |                                                   |

Weitere Studioalben
- 1975: Per una donna (CGD 69107)
- 1976: Meditazione (CGD 69228)
- 1978: La faccia del mare (CGD 20084)
- 1981: Passa lu tempo e lo munno s’avota (CGD 20205)
- 1983: …vanità (CGD 20449)
- 1989: Un giorno bellissimo (WEA 22924 64222-1)
- 1992: Ti penso (WEA 9031 77097-1)
- 1995: Ranieri
- 1997: Canzoni in corso
- 1999: Hollywood, ritratto di un divo
- 2011: Chi nun tene coraggio nun se cocca ch’e femmene belle
- 2013: Sogno e son desto
- 2013: Viviani Varietà
- 2016: Sogno e son desto 3

### Livealben
| Jahr | Titel Musiklabel Katalog-Nr.       | Höchstplatzierung, Gesamtwochen, AuszeichnungChartsChartplatzierungen (Jahr, Titel, Musiklabel Katalog-Nr., Platzierungen, Wochen, Auszeichnungen, Anmerkungen) | Anmerkungen                            |
| Jahr | Titel Musiklabel Katalog-Nr.       | IT | Anmerkungen                            |
| ---- | ---------------------------------- | --- | -------------------------------------- |
| 1972 | O surdato ’nnammurato CGD FGL 5103 | IT5 (16 Wo.)IT | Erstveröffentlichung: 24. Februar 1972 |
| 2010 | Dallo Stadio Olimpico live         | IT60 (4 Wo.)IT |                                        |

Weitere Livealben
- 1973: Napulammore

### Kompilationen (Auswahl)
| Jahr | Titel Musiklabel Katalog-Nr.                                          | Höchstplatzierung, Gesamtwochen, AuszeichnungChartsChartplatzierungen (Jahr, Titel, Musiklabel Katalog-Nr., Platzierungen, Wochen, Auszeichnungen, Anmerkungen) | Anmerkungen                            |
| Jahr | Titel Musiklabel Katalog-Nr.                                          | IT | Anmerkungen                            |
| ---- | --------------------------------------------------------------------- | --- | -------------------------------------- |
| 2005 | Le più belle canzoni di Massimo Ranieri                               | IT83 (2 Wo.)IT | Charteinstieg erst 2010                |
| 2005 | 25 anni di successi                                                   | IT41 Gold (2013) · (25 Wo.)IT | Erstveröffentlichung: 4. November 2005 |
| 2006 | Canto perché non so nuotare… da 40 anni Ra.Ma 2000 / Edel 0177822 ERE | IT19 (12 Wo.)IT |                                        |
| 2008 | Gold Edition                                                          | IT50 (8 Wo.)IT |                                        |
| 2013 | Collection: Massimo Ranieri                                           | IT89 (1 Wo.)IT | Erstveröffentlichung: 16. Juli 2013    |
| 2022 | Tutti i sogni ancora in volo                                          | IT59 (1 Wo.)IT |                                        |

### Singles (Auswahl)
| Jahr | Titel Album                               | Höchstplatzierung, Gesamtwochen, AuszeichnungChartsChartplatzierungen (Jahr, Titel, Album, Platzierungen, Wochen, Auszeichnungen, Anmerkungen) | Anmerkungen                                                              |
| Jahr | Titel Album                               | IT | Anmerkungen                                                              |
| ---- | ----------------------------------------- | --- | ------------------------------------------------------------------------ |
| 1969 | Rose rosse Massimo Ranieri                | IT2 (27 Wo.)IT |                                                                          |
| 1969 | Se bruciasse la città Massimo Ranieri     | IT2 Gold (2023) · (13 Wo.)IT |                                                                          |
| 1970 | Sei l’amore mio Vent’anni…                | IT21 (2 Wo.)IT | Erstveröffentlichung: Mai 1970                                           |
| 1970 | Le braccia dell’amore Vent’anni…          | IT17 (7 Wo.)IT |                                                                          |
| 1970 | Sogno d’amore Vent’anni…                  | IT2 (18 Wo.)IT |                                                                          |
| 1970 | Vent’anni Vent’anni…                      | IT1 (14 Wo.)IT |                                                                          |
| 1971 | L’amore è un attimo Via del Conservatorio | IT7 (16 Wo.)IT |                                                                          |
| 1971 | Io e te Via del Conservatorio             | IT4 (17 Wo.)IT | Erstveröffentlichung: 31. August 1971                                    |
| 1971 | Via del Conservatorio                     | IT3 (11 Wo.)IT |                                                                          |
| 1972 | Ti ruberei Erba di casa mia               | IT9 (13 Wo.)IT |                                                                          |
| 1972 | Erba di casa mia                          | IT2 (16 Wo.)IT | Erstveröffentlichung: Dezember 1972                                      |
| 1973 | Chi sarà –                                | IT21 (3 Wo.)IT |                                                                          |
| 1975 | Per una donna                             | IT20 (3 Wo.)IT |                                                                          |
| 1988 | Perdere l’amore                           | IT1 Platin (2021) · (15 Wo.)IT |                                                                          |
| 1992 | Ti penso                                  | IT21 (2 Wo.)IT |                                                                          |
| 2022 | Lettera di là dal mare –                  | IT36 (3 Wo.)IT | Erstveröffentlichung: 2. Februar 2022 Beitrag zum Sanremo-Festival 2022  |
| 2025 | Tra le mani un cuore –                    | IT44 (3 Wo.)IT | Erstveröffentlichung: 12. Februar 2025 Beitrag zum Sanremo-Festival 2025 |

## Filmografie (Auswahl)
- 1970: Metello – Regie: Mauro Bolognini
- 1970: Cerca di capirmi – Regie: Mariano Laurenti
- 1971: Bubu vom Montparnasse (Bubù) – Regie: Mauro Bolognini
- 1971: Das Licht am Ende der Welt (The Light at the Edge of the World)
- 1971: Incontro – Regie: Piero Schivazappa
- 1972: Mordanklage gegen einen Studenten (Imputazione di omicidio per uno studente)
- 1974: La cugina – Regie: Aldo Lado
- 1974: Salvo D’Acquisto – Regie: Romolo Guerrieri
- 1976: Höllenhunde bellen zum Gebet (Con la rabbia agli occhi)
- 1976: Action Winners (L’ultima volta)
- 1979: La patata bollente – Regie: Steno
- 1981: L’ultima volta insieme – Regie: Ninì Grassia
- 1981: Casta e pura – Regie: Salvatore Samperi
- 1981: Eine Kugel für den Bullen (Il carabiniere)
- 1997: Volare! – Regie: Vittorio De Sisti
- 2000: Fondali notturni – Regie: Nino Russo
- 2001: Legami di famiglia – Regie: Pietro Sagliocco
- 2004: Les parisiens – Regie: Claude Lelouch
- 2005: Le courage d’aimer – Regie: Claude Lelouch
- 2007: Civico 0 – Regie: Francesco Maselli
- 2008: L’ultimo Pulcinella – Regie: Maurizio Scaparro
- 2010: Passione
- 2011: Scossa – Regie: Francesco Maselli, Carlo Lizzani, Ugo Gregoretti, Nino Russo
- 2011: La meravigliosa avventura di Antonio Franconi – Regie: Luca Verdone
- 2016: La macchinazione – Regie: David Grieco
- 2022: L’uomo che disegnò Dio – Regie: Franco Nero

## Bibliografie
- Tutti i sogni ancora in volo. Rizzoli, 2021, ISBN 978-8817158985.